# Lygus maritimus
Lygus maritimus ist eine Wanzenart aus der Familie der Weichwanzen (Miridae).

## Merkmale
Die Wanzen werden 5,4 bis 6,0 Millimeter lang. Die Arten der Gattung Lygus sind sehr schwierig zu bestimmen, da sie sich in ihrer Färbung, Musterung und Größe überschneiden. Das hat zur Folge, dass manche Individuen anhand äußerer Merkmale nicht eindeutig bestimmbar sind. Am sichersten kann man die Tier anhand der feinen Merkmale des Coriums der Hemielytren bestimmen, die man jedoch nur bei großer Vergrößerung erkennen kann. Lygus maritimus hat Ähnlichkeit mit der etwas kleineren, grünen Form von Lygus pratensis. Sie ist am Corium spärlich beflaumt, wobei die Zwischenräume zwischen den Härchen in der Regel größer sind, als die Härchen lang sind. Das Pronotum ist breit und hat eine Breite die mehr als 1,5 Mal der Länge des zweiten Fühlerglieds entspricht. Es hat häufig nach hinten hin einen rosafarbenen Stich. Die dunkle oder rosafarbene Musterung am Clavus und der hinteren Hälfte des Coriums ist variabel.

## Vorkommen und Lebensraum
Die Art ist von den atlantischen Küsten Europas von Schweden über Dänemark und den Britischen Inseln über Deutschland und Westeuropa bis nach Nordafrika und auch auf den Kanarischen inseln verbreitet. In Deutschland tritt sie entlang der Nordseeküste auf, wobei sich das Verbreitungsgebiet nicht tiefer als etwa 50 Kilometer ins Landesinnere erstreckt. Nur im Nordwestdeutschen Tiefland reicht die Verbreitung auch weiter nach Süden.

## Lebensweise
In den Küstengebieten findet man die Wanzen an Salzpflanzen (Halophyten) verschiedener Pflanzenfamilien. Es gibt Nachweise an Strand-Sode (Suaeda maritima) und Melden (Atriplex) (Familie: Fuchsschwanzgewächse (Amaranthaceae)) und Strand-Beifuß (Artemisia maritima) (Familie: Korbblütler (Asteraceae)). Weiter weg von der Küste, wo man sie vor allem auf Brachen und Ruderalflächen findet, kann man sie auch anderen Pflanzen, wie etwa Kleinem Sauerampfer (Rumex acetosella) finden. Pro Jahr werden zwei Generationen ausgebildet, wobei die Imagines wie auch bei Lygus gemellatus der Sommergeneration ab Ende Juni, die der Herbstgeneration ab September auftreten.

## Belege